# Paolo Antonio Paoli
Paolo Antonio Paoli (né vers 1720 à Lucques, dans l'actuelle province de Lucques, dans la Toscane, alors dans la République de Lucques et mort en 1790) est un antiquaire italien du XVIIIe siècle.

## Biographie
Paolo Antonio Paoli nait vers 1720 à Lucques, d’une famille de savants. Après avoir achevé ses cours de philosophie et d’humanités, il entre dans la congrégation des Clercs réguliers de la Mère de Dieu, dont le P. Sebastiano Paoli, son oncle, est un des supérieurs ; et, d’après ses conseils, il s'oriente vers l’étude de l’antiquité. Il se rend à Naples, où il réside plusieurs années pour examiner les monuments tirés des fouilles d’Herculanum et de Pompéi. Dans un voyage qu’il fait à Madrid, il se lie de l’amitié la plus étroite avec le comte Felice Gazzola, grand maître de l’artillerie napolitaine. Le comte a le projet de publier les antiquités de Paestum. Il s’associe le P. Paoli, dont il a apprécié le mérite ; et la mort du comte, en 1780, le laisse seul chargé de terminer ce travail. Les talents de Paoli l’ont déjà fait appeler à Rome par le pape Pie VI, qui le nomme président de l’académie ecclésiastique chargée de l’éducation de la jeune noblesse. On ignore la date de la mort de ce savant ; et ce n’est que par conjecture qu’on croit pouvoir la placer en 1790.

## Œuvres
- Antiquitatum Puteolis, Cumis, Baiis existentium reliquiæ (1768), in-fol., atlas. Ce volume se compose de 68 planches très-bien exécutées, gravées en grande partie par Giovanni Volpato, représentant divers monuments de Pouzzoles, de Cumes et de Baïa, encore inédits, avec leurs explications en latin et en italien.
- Della religione de’ gentili per riguardo ad alcuni animali, e specialmente a’ topi, Naples, 1771, in-4° ; dissertation très-curieuse sur le culte des rats et des souris ;
- Dissertaz. dell’origine ed instituto del sacro militare ordine di S. Gio-Battista Gerosolimitano, di poi di Rodi, oggi di Malta, Rome, 1781, in-4°. Sous le rapport de l’exécution typographique, ce volume est cité comme un chef-d’œuvre.
- Pæsti quod Possidoniam etiam dixere rudera ; cum dissertationibus lat. et ital., ibid., 1784, in-fol. atlas. Cet ouvrage, le plus complet et le meilleur que l’on ait sur les antiquités de Paestum, se compose de 64 planches, dont 41 représentent les monuments et les 23 autres des médailles. Comme sur le volume des Antiquités de Pouzzoles, le texte est gravé sur les planches.